# جيسيكا كاميرون
جيسيكا كاميرون هي مخرجة كندية، ولدت في القرن العشرين في أوين ساوند في كندا.

## وصلات خارجية
- الموقع الرسمي
- جيسيكا كاميرون على موقع IMDb (الإنجليزية)
- جيسيكا كاميرون على موقع أول موفي (الإنجليزية)
- جيسيكا كاميرون على موقع قاعدة بيانات الفيلم (الإنجليزية)
- جيسيكا كاميرون على موقع كينوبويسك (الروسية)